# Allotrichoma outambense
Allotrichoma outambense är en tvåvingeart som beskrevs av Canzoneri 1986. Allotrichoma outambense ingår i släktet Allotrichoma och familjen vattenflugor.
Artens utbredningsområde är Sierra Leone. Inga underarter finns listade i Catalogue of Life.